# Svenska damhockeyligan

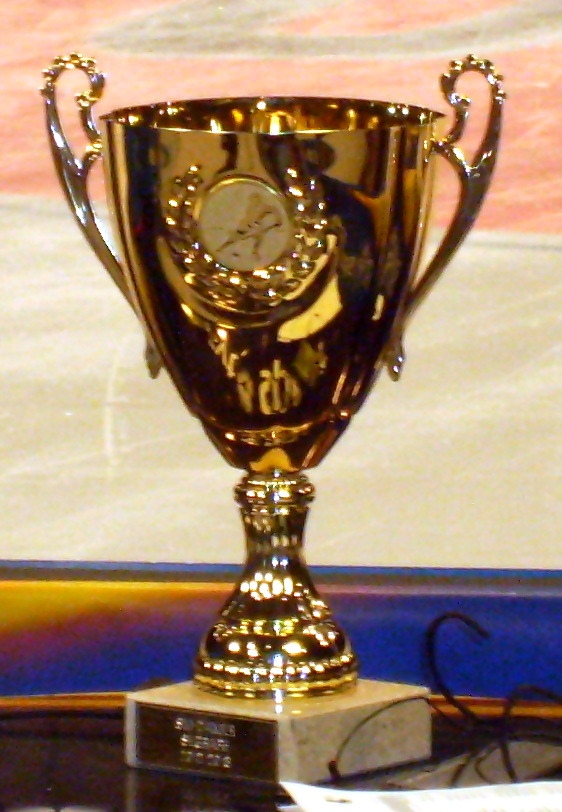
Die Trophäe der Riksserien (2013)

Die Svenska damhockeyligan (SDHL, zwischen 2008 und 2016 Riksserien) ist die höchste schwedische Fraueneishockeyliga. Sie wird vom schwedischen Eishockeybund Svenska Ishockeyförbundet seit 2008 durchgeführt. Zuvor wurde der schwedische Meister in einem Finalturnier ermittelt, für das sich Mannschaften aus drei regionalen Wettbewerben qualifizieren konnten. Um das Spielniveau im Vergleich zu Nordamerika anzuheben, wurde mit der Riksserien im Januar 2008 eine landesweite höchste Spielklasse eingeführt, in die die jeweils zwei besten Mannschaften der Nord- und Süd-Division sowie die vier besten Mannschaften der Ost-Division aufgenommen wurden. Unterhalb der Riksserien entstand die Allettan, zwischen beiden Ligen wird am Saisonende eine Qualifikation namens Kvalserien durchgeführt.
Zur Saison 2015/16 wurde die Riksserien um zwei Mannschaften auf insgesamt zehn Teams aufgestockt. 2016 wurde die Riksserien in Svenska damhockeyligan umbenannt und in eine neue Betreibergesellschaft überführt.

## Teilnehmer 2021/22

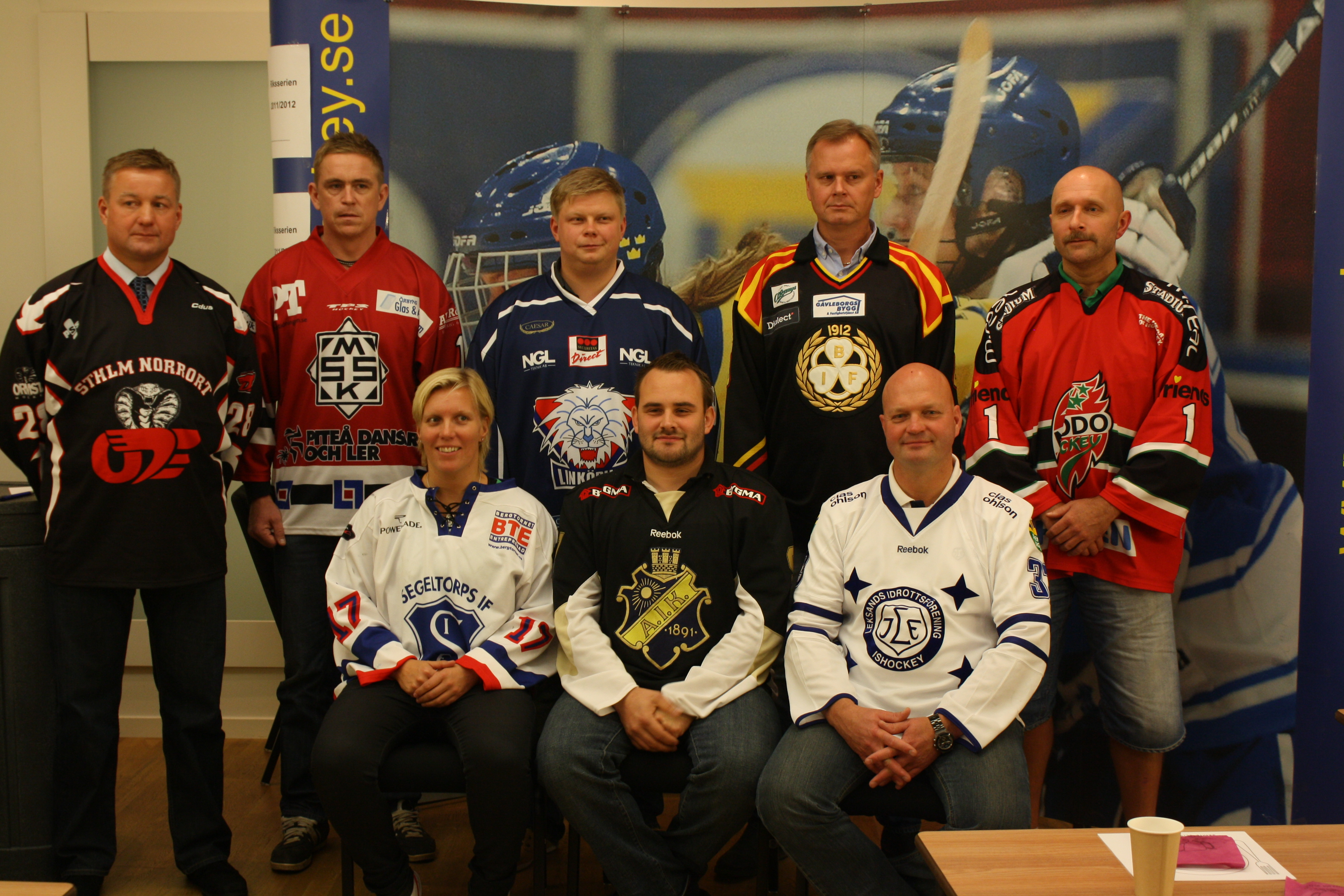
Die Trainer der Riksserien-Teams (2011)

| Team           | Provinz              | Ort          | Arena                 | Platzierung 2020/21 |
| -------------- | -------------------- | ------------ | --------------------- | ------------------- |
| AIK            | Stockholms län       | Solna        | Ulriksdals IP         | 8                   |
| Brynäs IF      | Gävleborgs län       | Gävle        | Monitor ERP Arena     | 2                   |
| Djurgårdens IF | Stockholms län       | Stockholm    | Hovet                 | 4                   |
| Göteborg HC    | Västra Götalands län | Göteborg     | Angered Arena         | 10                  |
| HV71           | Jönköpings län       | Jönköping    | Husqvarna Garden      | 3                   |
| Leksands IF    | Dalarnas län         | Leksand      | Tegera Arena          | 9                   |
| Linköping HC   | Östergötlands län    | Linköping    | Stångebro Ishall      | 5                   |
| Luleå HF       | Norrbottens län      | Luleå        | Coop Norrbotten Arena | 1                   |
| MODO Hockey    | Västernorrlands län  | Örnsköldsvik | Hägglunds Arena       | 6                   |
| SDE HF         | Stockholms län       | Danderyd     | Enebybergs ishall     | 7                   |

## Meister
| Jahr | Meister         | Ergebnis    | 2. Platz      | 3. Platz      | Ergebnis | 4. Platz      |
| ---- | --------------- | ----------- | ------------- | ------------- | -------- | ------------- |
| 2008 | Segeltorps IF   | 5:2         | AIK           | MODO Hockey   | 5:4      | Linköpings HC |
| 2009 | AIK             | 5:0         | Segeltorps IF | MODO Hockey   | 3:1      | Brynäs IF     |
| 2010 | Segeltorps IF   | 6:0         | Brynäs IF     | MODO Hockey   | 5:3      | Linköpings HC |
| 2011 | Segeltorps IF   | 2:1 n. V.   | Brynäs IF     | Linköpings HC | 4:2      | MODO Hockey   |
| 2012 | MODO Hockey     | 1:0         | Brynäs IF     |               |          |               |
| 2013 | AIK             | 2:1         | Brynäs IF     |               |          |               |
| 2014 | Linköpings HC   | 3:2 n. V.   | MODO Hockey   |               |          |               |
| 2015 | Linköpings HC   | 2:0 5:0     | AIK           |               |          |               |
| 2016 | Luleå HF / MSSK | 0:2 4:2 4:1 | Linköpings HC |               |          |               |
| 2017 | Djurgårdens IF  | 1:0 4:3     | HV71          |               |          |               |
| 2018 | Luleå HF / MSSK | 1:0 0:1 5:1 | Linköpings HC |               |          |               |

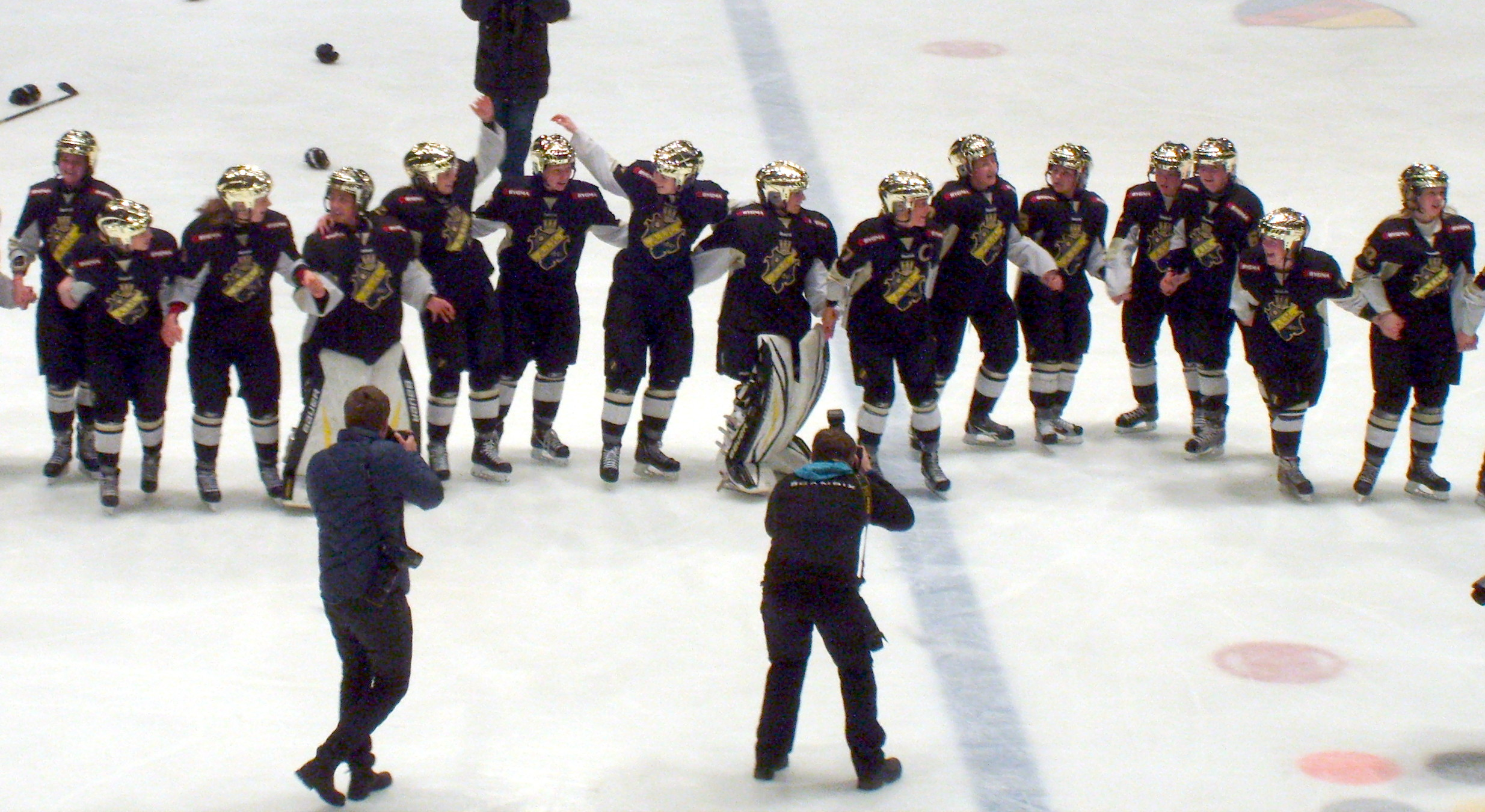
Die Mannschaft des AIK feiert die Meisterschaft 2013

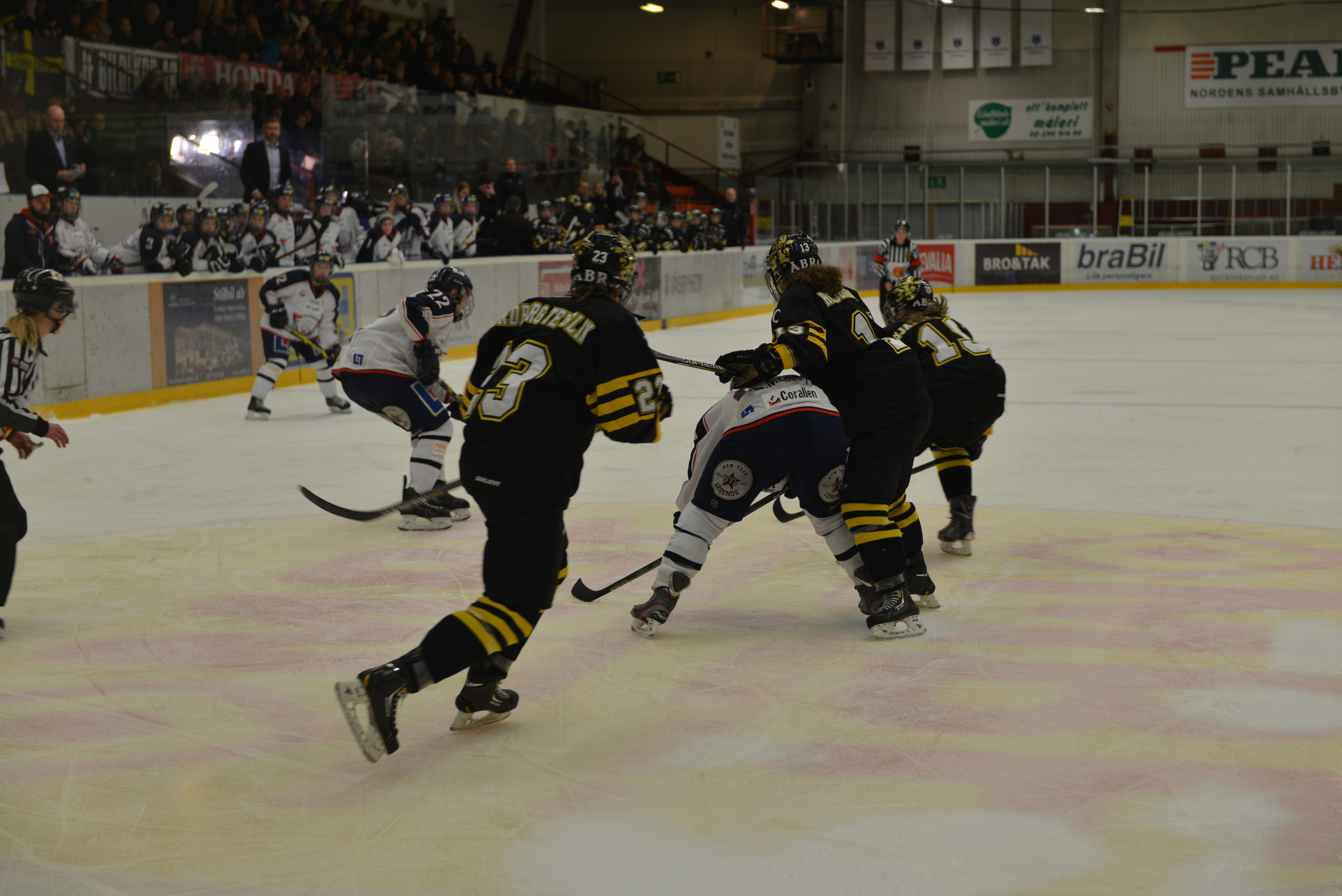
Spielszene aus der Saison 2014/15

Alle weiteren schwedischen Meister finden sich unter  Schwedischer Meister (Eishockey)#Frauen.

## Beste Scorerin pro Saison
Abkürzungen: Sp = Spiele, T = Tore, V = Assists, Pkt = Punkte
| Saison  | Spieler           | Mannschaft    | Sp | T  | V  | Pkt |
| ------- | ----------------- | ------------- | -- | -- | -- | --- |
| 2008    | Maria Rooth       | AIK           | 14 | 16 | 15 | 31  |
| 2008/09 | Maria Rooth       | AIK           | 20 | 18 | 22 | 40  |
| 2009/10 | Denise Altmann    | Linköpings HC | 28 | 31 | 31 | 62  |
| 2010/11 | Josefine Jakobsen | Segeltorps IF | 27 | 33 | 25 | 58  |
| 2011/12 | Denise Altmann    | Linköpings HC | 25 | 32 | 23 | 55  |
| 2012/13 | Denise Altmann    | Linköpings HC | 27 | 28 | 23 | 51  |
| 2013/14 | Denise Altmann    | Linköpings HC | 28 | 27 | 29 | 56  |
| 2014/15 | Denise Altmann    | Linköpings HC | 28 | 24 | 43 | 67  |
| 2015/16 | Michelle Karvinen | Luleå HF/MSSK | 36 | 37 | 42 | 79  |
| 2016/17 | Michelle Karvinen | Luleå HF      | 31 | 30 | 40 | 70  |
| 2017/18 | Michelle Karvinen | Luleå HF      | 34 | 30 | 38 | 68  |
| 2018/19 | Michela Cava      | MODO Hockey   | 36 | 27 | 37 | 64  |
| 2019/20 | Lara Stalder      | Brynäs IF     | 36 | 42 | 29 | 71  |